# EgroNet

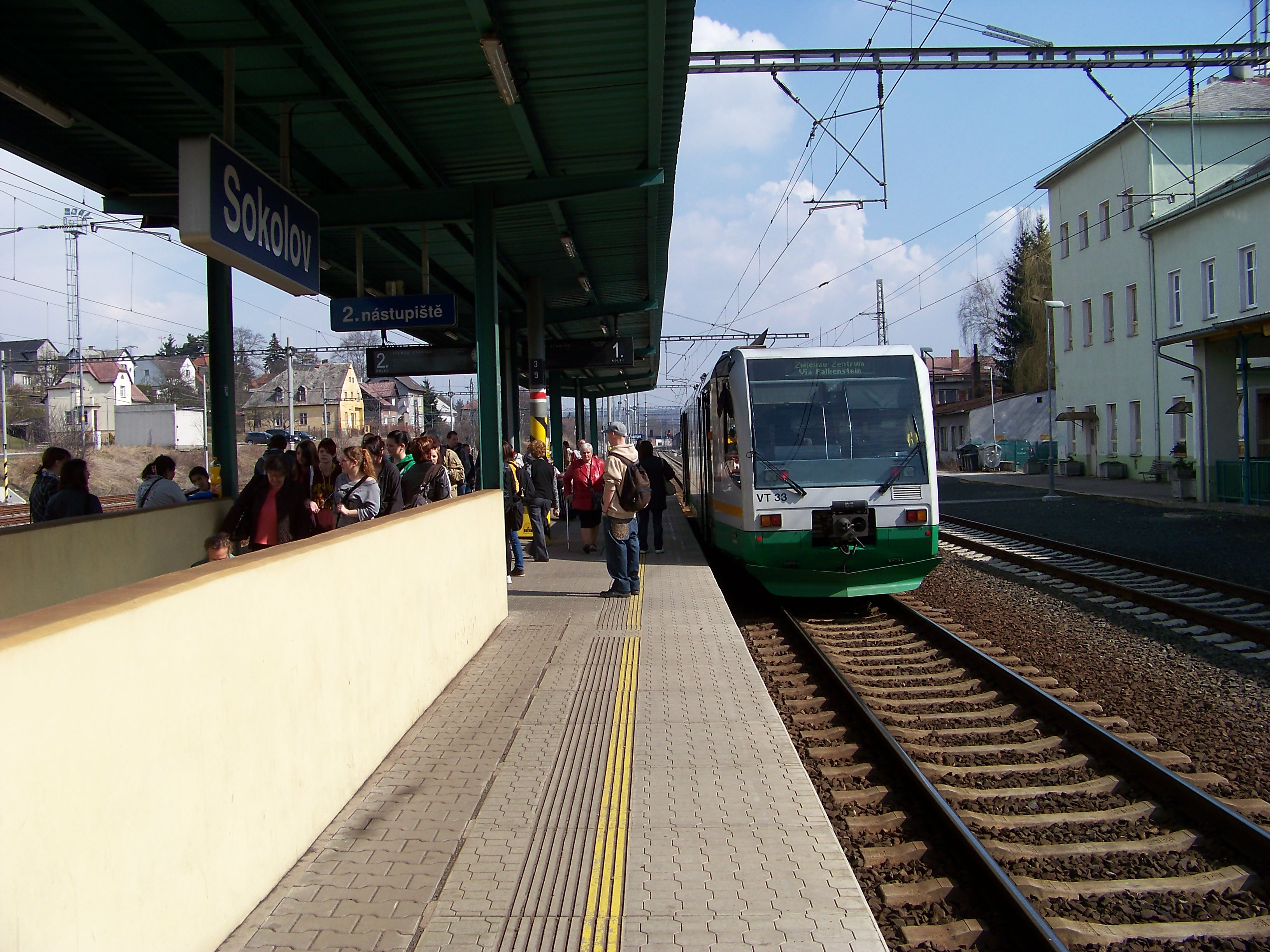
Německé motoráky společnosti Vogtlandbahn na českých tratích zajišťující přímé spojení s Německem jsou jedním z viditelných výsledků přeshraničního projektu EgroNet

EgroNet je kooperační sdružení a přeshraniční integrovaný dopravní systém veřejné dopravy v rámci Euroregionu Egrensis, který zahrnuje historické území Vogtland (Fojtsko, čtyřzemí) a zasahuje do tří německých spolkových zemí (Sasko, Durynsko, Bavorsko) a do Karlovarského kraje v České republice. Dotčené území má rozlohu asi 15 000 km². Projekt byl iniciován saským Státním ministerstvem hospodářství a práce. Začal v rámci otevření světové výstavy Expo 2000 v Hannoveru, kde byl rovněž představen. Členy sdružení EgroNet jsou zemské okresy, města, kraje a svazy dopravců; za českou stranu jsou ve sdružení Karlovarský kraj a město Cheb, v roce 2009 dosáhl počet členů 20. Tarifní nabídka EgroNet je zaměřena na jednodenní, zejména rodinné turistické cesty.
Projekt je založen na spolupráci 62 dopravců v autobusové, tramvajové i železniční dopravě – tramvaje jsou do něj zahrnuty v Plavně (Plauen) a Cvikově (Zwickau). Zprostředkovává investice k rozvoji veřejné dopravy v regionu, jedním z nejvýraznějších počinů bylo prodloužení železniční tratě Vogtlandbahn do centra saského města Zwickau jako vlakotramvaj na dvojrozchodné splítce. Úzký vztah má k Dopravnímu svazu Vogtland.
V roce 2003 získal projekt Německou cenu kolejové dopravy, v roce 2006 Ekologickou cenu Svazu ochrany přírody Hof v Bavorsku.

## Jednodenní jízdenka EgroNet
Tarifně je systém reprezentován pouze jednodenní síťovou jízdenkou EgroNet (Egronet Day Ticket). Jízdenka může být vydána pro kterýkoliv den, v pracovní den platí od 0:00 do 3:00 následujícího dne. Opravňuje i k bezplatné přepravě jízdního kola po železnici (resp. s těmi dopravci, kteří jízdní kola přepravují) a dva cestující se dvěma jízdenkami EgroNet mohou s sebou bezplatné přepravovat až čtyři děti ve věku do 14 let.
V České republice platí jízdenky EgroNet ve vymezené oblasti ve 2. vozové třídě všech vlaků Českých drah (původně údajně včetně kategorie SuperCity, do níž však je třeba přikoupit místenku – REGIONet EgroNet je však omezen jen na osobní a spěšné vlaky) a ve vlacích dopravce GW Train Regio. Za rok 2004 cestovalo podle Českých drah vlakem v rámci systému EgroNet přes 800 tisíc osob, z toho velkou část tvořili němečtí občané. České dráhy od 1. dubna 2008 zahrnuly jízdenku EgroNet do jednotného systému regionálních jízdenek REGIONet a prodávají ji od té doby pod názvem REGIONet EgroNet.
Jízdenky platí na většině regionálních autobusových linek v Karlovarském kraji, avšak ne všichni dopravci je i prodávají. Na prodeji jízdenek EgroNet se v České republice významně podílí dominantní autobusový dopravce Autobusy Karlovy Vary a. s.
V městské hromadné dopravě platí jízdenka v českých městech Aš, Karlovy Vary, Mariánské Lázně a Sokolov a v německých městech Aue, Auerbach/V, Bayreuth, Greiz, Hof, Kulmbach, Lößnitz, Marktredwitz, Neustadt a. d. Waldnaab, Plauen/V, Reichenbach/V, Schwarzenberg, Selb, Weiden in der Oberpfalz a Zwickau.
Původně stála v České republice 200 Kč, někdy během prvních pěti let byla její cena snížena na 100 Kč, přičemž rodinná jízdenka stála 250 Kč. V roce 2009 stála jízdenka v České republice 100 Kč (v přepočtu asi 4 Euro) a v Německu 15 Euro, ale rodinná varianta už neexistovala a už platilo, že dva dospělí s jízdenkami mohou s sebou přepravovat až 4 děti. V roce 2010 stála tato jízdenka v České republice 150 Kč a v Německu 15 Euro.
Držitelům jízdenky EgroNet jsou poskytovány slevy na vstupném v řadě objektů, například na chebském hradu nebo v areálu skokanského lyžařského můstku Vogtland Arena v Klingenthalu, či za útratu v restauracích apod.

## RDS
V České republice za projektem EgroNet stojí občanské sdružení RDS (Rozvojová dopravní společnost), které vzniklo v roce 1999 a jehož členy jsou významné dopravní společnosti provozující veřejnou regionální dopravu v Karlovarském kraji. Sdružení spolupracuje při zpracování koncepce rozvoje dopravy, jedná s orgány státní správy a Evropské unie a vydává Oblastní jízdní řád veřejné dopravy Karlovarského kraje. Má 11 členů, z toho 10 jsou dopravci:
- Autobusy Karlovy Vary, a.s.
- Cvinger bus s.r.o.
- České dráhy, a.s.
- ČI&DU spol. s r.o.
- Dopravní podnik Karlovy Vary, a.s.
- František Farář
- LIGNETA autobusy s.r.o.
- MĚSTSKÁ DOPRAVA Mariánské Lázně s.r.o.
- GW Train Regio a.s.
- VV autobusy s.r.o.